# 土居美水
土居美水（？—？）為日本政府官員，本籍日本高知。曾任台北州警察、台南州警察、花蓮港事務官、總督府外事部書記官。於台南州任職於理蕃科期間，曾為高一生就讀於台南師範期間的監護人。其兄長土居明夫曾為關東軍參謀，白團參謀。土居美水於1944年受台灣總督府派任，接替廣谷致員，於台灣台北地區擔任台北市長一職。翌年，台灣日治時期結束，土居美水亦於隔年被遣送回日本。

## 親族
- 兄 土居明夫（日本陸軍中將）